# Cecima
Cecima (lombardul: Sésma) település Olaszországban, Lombardia régióban, Pavia megyében. Lakosainak száma 247 fő (2023. január 1.). Cecima Godiasco, Gremiasco, Momperone, Ponte Nizza, Pozzol Groppo és Brignano-Frascata községekkel határos.

## Népesség
A település lakossága az elmúlt években az alábbi módon változott:
| Lakosok száma | 242  | 237  | 247  |
|               | 2017 | 2018 | 2023 |